# Le Droit Humain
 Der er for få eller ingen kildehenvisninger i denne artikel, hvilket er et problem. Du kan hjælpe ved at angive troværdige kilder til de påstande, som fremføres i artiklen.

Le Droit Humain er en international Frimurerorden for både kvinder og mænd.
Oprindelig er ordenen en gren af den franske Storloge fra 1880 og den første kvinde blev optaget på lige vilkår med mændene i 1882. Hendes navn var Maria Deraismes, hun blev optaget for at man ville hædre hendes store humanitære indsats. Dette skabte en stor ballade og denne gren af Storlogen, der kaldtes "De frie tænkere", blev ekskluderet. De holdt dog sammen og indviede endnu 13 kvinder og oprettede gruppen Le Droit Humain i 1893.
I 1899 blev Ordenen oprettet med det højeste råd i Paris og blev herefter spredt ud over hele verden.

## Den skandinaviske føderation
De første loger i Skandinavien blev oprettet i Norge 1912, København 1917 og Sverige 1918, som i dag udgør den skandinaviske føderation

### Loger
- Loge Odin (København)
- Loge Hermes (Aarhus)
- Loge Parsifal (Aalborg)
- Loge Isis (Stavanger)
- Loge Jotunheim (Drammen)
- Loge Achnaton (Stockholm)
- Loge Mimer (Stockholm)
- Loge Les Trois Bouffées (Vänersborg)
- Loge Kronos (Malmö)